# Scapanopygus cinereus
Scapanopygus cinereus är en skalbaggsart som beskrevs av Pierre Émile Gounelle 1913. Scapanopygus cinereus ingår i släktet Scapanopygus och familjen långhorningar.
Artens utbredningsområde är Paraguay. Inga underarter finns listade i Catalogue of Life.